# Jiszaj Oljel
Jiszaj Oljel (hebr. ישי עוליאל; ang. Yshai Oliel, ur. 5 stycznia 2000 w Ramli) – izraelski tenisista, zwycięzca juniorskiego French Open 2016 w grze podwójnej, finalista juniorskiego Australian Open 2017 w grze pojedynczej.

## Kariera tenisowa
W 2016 roku, startując w parze z Patrikiem Riklem zwyciężył w juniorskim French Open w grze podwójnej. W meczu finałowym debel pokonał Chunga Yun-seonga i Orlando Luza 6:3, 6:4. W kolejnym sezonie dotarł do finału juniorskiego turnieju Australian Open w grze pojedynczej, przegrywając w finale z Zsomborem Pirosem 6:4, 4:6, 3:6.
W karierze zwyciężył w sześciu singlowych turniejach rangi ITF.
W rankingu gry pojedynczej najwyżej był na 371. miejscu (18 października 2021), a w klasyfikacji gry podwójnej na 1174. pozycji (19 marca 2018).

### Finały juniorskich turniejów wielkoszlemowych

#### Gra pojedyncza
| Końcowy wynik | Nr | Data             | Turniej                    | Nawierzchnia | Przeciwnik    | Wynik finału  |
| ------------- | -- | ---------------- | -------------------------- | ------------ | ------------- | ------------- |
| Finalista     | 1. | 28 stycznia 2017 | Australian Open, Melbourne | Twarda       | Zsombor Piros | 6:4, 4:6, 3:6 |

#### Gra podwójna
| Końcowy wynik | Nr | Data           | Turniej            | Nawierzchnia | Partner     | Przeciwnicy                 | Wynik finału |
| ------------- | -- | -------------- | ------------------ | ------------ | ----------- | --------------------------- | ------------ |
| Zwycięzca     | 1. | 5 czerwca 2016 | French Open, Paryż | Ceglana      | Patrik Rikl | Chung Yun-seong Orlando Luz | 6:3, 6:4     |